# Manuel Gomes da Costa
Manuel de Oliveira Gomes da Costa (14. ledna 1863 Lisabon – 17. prosince 1929 Lisabon) byl portugalský voják a politik. V roce 1926, po nastolení autoritářského režimu známého jako Ditadura Nacional, byl krátce prezidentem i premiérem Portugalska. 
Svou vojenskou kariéru začal v Colégio Militar ve věku 10 let. V letech 1893 až 1915 působil v koloniích, v Indii, Mosambiku, Angole a na Svatém Tomáši. Po první světové válce se začal angažovat v politice. Jako přesvědčený monarchista stál v pevné opozici vůči vládnoucí radikálně republikánské Demokratické straně. Roku 1922 se zapletl do spiknutí proti republice, po němž byl poslán do zámoří jako vojenský inspektor (1922–1924). Po návratu do Lisabonu vstoupil do pravicové Radikální republikánské strany, kterou vedl Cunha Leal.
V roce 1926 se zapojil do vojenského a politického hnutí, které vyústilo 28. května 1926 ve státní převrat, který svrhl demokratickou první republiku a nastolil konzervativní diktaturu. Krátce po převratu Gomes da Costa sesadil umírněného Josého Mendese Cabeçadase a nahradil ho jak ve funkci premiéra, tak prezidenta. K jeho prvním rozhodnutím patřilo jmenování Antonia de Oliveira Salazara do funkce ministra financí. Velice brzy byl ale sám Gomes da Costa sesazen převratem dalšího ze vzbouřenců, Óscara Carmony. Carmona tak učinil poté, co se ho Gomes da Costa pokusil odvolat z funkce ministra zahraničních věcí. Bylo mu Carmonem navrženo, že by si mohl ponechat funkci prezidenta republiky, ale odmítl. Byl poté vyhoštěn na Azorské ostrovy, ale také povýšen na maršála. V září 1927 se již velmi nemocný vrátil do pevninského Portugalska. Návrat mu byl do značné míry umožněn proto, aby nezemřel na Azorech jako mučedník. O několik měsíců později zemřel, v chudobě a rozčarování z režimu, který pomáhal nastolit.